# Alcázar de Milmanda
O Alcázar de Milmanda ou torre de Milmanda encontra-se no cume dum perfilado outeiro, perto do rio Tuño, na paróquia de Santa María de Milmanda, no concelho ourensano de Celanova, na Comunidade Autónoma da Galiza, (Espanha).

## História
O que em nossos dias se configura como a torre-igreja de Milmanda são os restos pouco conhecidos de um dos castelos mais importantes  na história da Galiza.
Já no século X aparece documentada sua existência, vinculando-o ao Mosteiro de Celanova. No século XII passou a pertencer à Coroa pelas guerras que tiveram como resultado a criação do Reino de Portugal e por esta causa deveu ser objeto de importantes reformas e ampliações. No fim desse mesmo século o rei Afonso IX de Leão concedeu à vila  foro de realengo e promoveu o repovoamento da zona com gentes procedentes de Celanova. Estas disposições de repovoamento foram confirmadas já no século XIII por Fernando III de Castela.
Novos privilégios reais chegaram depois, como a isenção de portagens concedida aos vizinhos por Afonso X de Castela, ou a confirmação do foro por parte de Sancho IV de Castela.
O castelo foi palco dos confrontos entre Pedro I de Castela e Henrique de Trastâmara. Quando faleceu Pedro em Montiel a maior parte da nobreza galega reconheceu como sucessor a Fernando I de Portugal, genro de Pedro I, o qual estabeleceu sua corte neste castelo e realizou uma campanha de ocupação de muitas vilas e cidades do país galego.
Remata a guerra, Henrique II confiscou a fortificação de Milmanda passando, em 1383, a depender diretamente da coroa até ao ano 1446 no qual foi, junto com o restante da comarca, cedido pelo rei João II de Castela em senhorio ao conde de Benavente.
Durante a Grande Revolta Irmandinha  foi derrubado pelos sublevados. Afogada a revolta os vizinhos da vila foram obrigados a voltar a erguer o castelo.
On dos senhores do castelo, o senhor de Vilardecás Francisco Feijoo Sotelo, foi protagonista de um célebre feito:
Ocorrera que um fidalgo de Milmanda foi julgado à força e condenado na vila portuguesa de Melgaço. O senhor de Vilardecãs reuniu 40 homens armados e atacou o cárcere resgatando ao condenado. Como resposta a esta provocação o duque de Bragança juntou 6.000 homens e, em resposta a este, o conde de Benavente juntou outros 6.000, começando deste jeito a guerra entre Espanha e Portugal, que só terminou com a condição de que o senhor de Vilardecãs deixasse o mando do Alcázar de Milmanda.
O derradeiro nobre que possuiu o castelo foi Suero Eanes de Prada, partidário de Pedro I que com a morte do monarca partiu a Portugal para não voltar mais. Conta a lenda que nenhuma outra casa da nobreza voltou a possuir o castelo.

## Características
O castelo possui dois caminhos a modo de adarve a diferentes alturas. O mais alto rodeia a vila. Perto do cume abre-se um impressionante fosso defensivo hoje em dia taipado no lugar que ocupava a ponte levadiça.
Da cerca conserva-se dous muros, um deles terminado num torreão. No centro apreciam-se os vestígios da que seria a torre de menagem. A atual igreja aproveitou uma das torres do castelo como campanário, que se rodeia de um recinto de alvenaria com possível barbacã.
Na face Oeste conserva-se uma torre de mais de 6 metros de altura e outra construção próxima. Conservam-se outros elementos defensivos, como restos de caminhos fortificados e de fiadas da muralha.